# Sundvollen
Sundvollen est une agglomération de la municipalité de Hole , dans le comté de Buskerud, en Norvège.

## Description
Sundvollen est situé le long du côté est du Tyrifjord à Kroksund, où la route européenne 16 traverse l'extrémité sud du Steinsfjorden.
Sundvollen est surtout connu pour les hôtels, Sundvolden et Kleivstua. L'hôtel Sundvolden est l'un des plus anciens hôtels de Norvège. Il a été mentionné dans des sources écrites datant de 1648. L'hôtel Kleivstua est aussi une auberge de longue tradition. C'était à l'origine un relais de poste en 1780 qui accueillait les voyageurs entre Christiania et Ringerike sur la route historique. Le pont de Kroksund est une ancienne structure en pierre.
Krokskogen est une zone boisée au sud de Sundvollen qui fait partie d'Oslomarka . La pente raide Krokkleiva à travers Krokskogen, a été construite sur une largeur de 3 à 6 mètres à la fin des années 1700 pour le transport de charbon de bois vers Bærums Verk à Lommedalen.

## Zones protégées
- Réserve naturelle de Krokkleiva [5]
- Réserve naturelle de Djupdalen et Kjaglidalen
- Zone de protection du biotope de Steinsfjorden

## Galerie

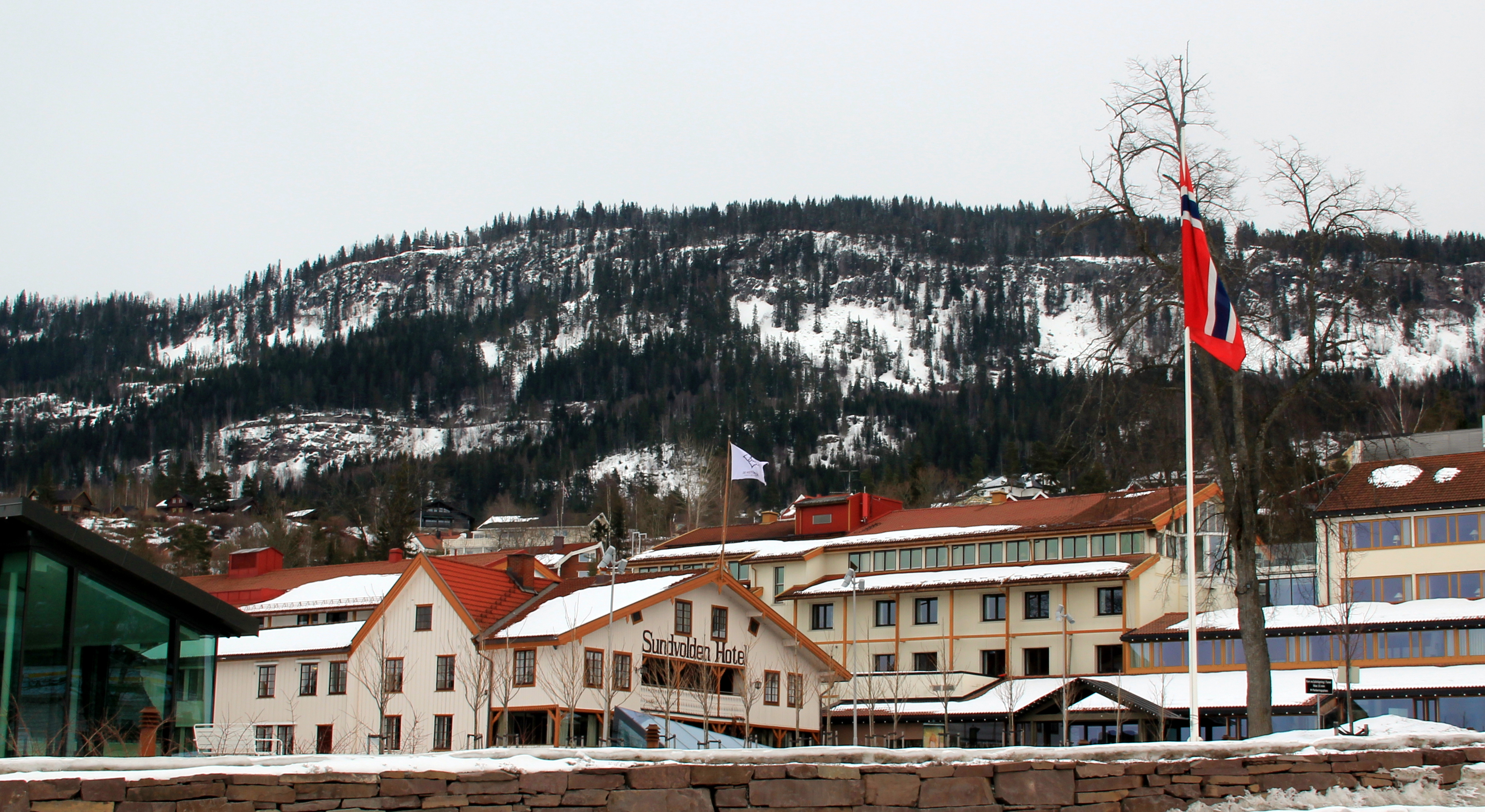
Hotel Sundvolden
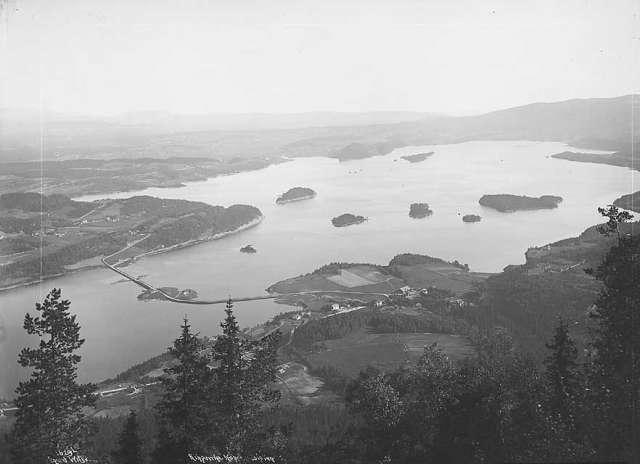
Le Steinsfjorden